# Willuhnen
Willuhnen ist ein erloschenes Dorf im einstigen nördlichen Ostpreußen in der russischen Oblast Kaliningrad (Gebiet Königsberg (Preußen)). Es lag in der Mitte zwischen Dobrowolsk (Pillkallen, 1938 bis 1946 Schloßberg) und Kutusowo (Schwirwindt) im Rajon Krasnosnamensk (Kreis Lasdehnen, 1938 bis 1946 Haselberg).

## Geschichte
Das Dorf Willuhnen lag in Preußisch Litauen, dem nordöstlichen Teil des alten Ostpreußen. Erstmals urkundlich erwähnt wurde das Dorf Willuhnen 1621.
Bei der Verwaltungsreform 1815 kam Willuhnen zum Kreis Pillkallen (1938 bis 1945 „Landkreis Schloßberg (Ostpr.)“), der gleichzeitig der nordöstlichste in Preußen war. Aufschwung nahm das Bauerndorf, nachdem es einen Bahnhof der Pillkaller Kleinbahn bekommen hatte. Kurz vor dem Ersten Weltkrieg zählte das südlich vom Willuhner See (heute russisch: osero Borodinskoje) gelegene Dorf knapp 200 Einwohner. Im August 1914 wurde das Dorf wie die gesamte Gegend von russischen Truppen besetzt und beschädigt. 1939 wurden 291 Einwohner gezählt.
Im Zuge der Herbstoffensive der Roten Armee 1944 drang diese über Schirwindt auf Willuhnen vor, das nun von seinen Einwohnern geräumt wurde. Bis zur Januaroffensive kam die Front hier noch einmal zum Stehen, doch am 16. Januar 1945 wurde das Dorf endgültig erobert. Nach der Besetzung des nördlichen Ostpreußen durch die Sowjetunion wurde Willuhnen – seit 1946 russisch „Ismailowo“ genannt – zunächst noch besiedelt, dann aber aufgegeben. Das weitgehend entvölkerte Gelände zwischen den beiden Nachbarstädten Dobrowolsk und Kutusowo wurde zu einem großen Truppenübungsplatz, in dessen Mitte die Ortslage von Willuhnen war.

### Amtsbezirk Willuhnen (1874–1945)
Von 1874 bis 1945 war Willuhnen ein Amtsdorf und namensgebend für einen Amtsbezirk im Kreis Pillkallen (1939 bis 1945 „Landkreis Schloßberg (Ostpr.)“) im Regierungsbezirk Gumbinnen der preußischen Provinz Ostpreußen. Anfangs gehörten 14 Landgemeinden (LG) und fünf Gutsbezirke (GB) dazu, am Ende waren es noch 14 Gemeinden:
| Name                           | Änderungsname von 1938 | Russischer Name nach 1945 | Bemerkungen                                   |  |
| ------------------------------ | ---------------------- | ------------------------- | --------------------------------------------- |  |
| Abschruten (LG) Ksp. Willuhnen | Schruten               |                           |                                               |  |
| Batschkehlen (GB)              | Bussardwalde           |                           | 1928 zur LG Ebenfelde (ex Kummehlupchen)      |  |
| Batschken (GB)                 | Bussardhorst           |                           | 1928 zur LG Ebenfelde (ex Kummehlupchen)      |  |
| Bühlen (LG)                    |                        |                           |                                               |  |
| Dörschkehmen (GB)              | Derschau (Ostpr.)      |                           | seit 1928 LG                                  |  |
| Eszeruppen (GB)                | Escheruppen (1936)     |                           | 1928 zur LG Walddorf (ex Paplienen)           |  |
| Jodeglienen (LG)               | Moosheim (Ostpr.)      |                           |                                               |  |
| Jodszen (LG) Ksp. Willuhnen    | Kleinhildesheim        |                           | 1936–38: Jodschen                             |  |
| Kailen (LG)                    |                        |                           |                                               |  |
| Kötschen (LG)                  | Köschen                | Serkalnoje                |                                               |  |
| Kummehlupchen (LG)             | Ebenfelde (1928)       |                           |                                               |  |
| Kusmen (LG)                    | Kreuzhöhe              |                           |                                               |  |
| Lengschen (LG)                 | Moorwiese              |                           |                                               |  |
| Paplienen (LG) Ksp. Willuhnen  | Walddorf (1928)        |                           |                                               |  |
| Paulicken (LG)                 |                        |                           |                                               |  |
| Szieden (LG)                   | Schieden (1936)        | (Mirny)                   |                                               |  |
| Uszalxnen (LG)                 | Kleinderschau          |                           | 1928 zur LG Dörschkehmen, 1936–38: Uschalxnen |  |
| Willuhnen (LG)                 |                        |                           |                                               |  |
| Willuhnen (GB)                 |                        |                           | 1928 zur LG Willuhnen                         |  |

## Kirche

### Kirchengebäude
Eine erste Kirche wurde in Willuhnen im 17. Jahrhundert errichtet. Sie wurde baufällig und wurden in den Jahren 1893 bis 1895 durch einen Neubau ersetzt. Es entstand ein neuromanischer Backsteinbau mit vorgesetztem hohem Spitzturm mit vier Ecktürmchen, der ein weithin sichtbares Wahrzeichen des Ortes wurde. Das Kirchengebäude hat den Zweiten Weltkrieg nicht überstanden. Es existieren lediglich noch spärliche Grundmauerreste.

### Kirchengemeinde
Die Einwohner Willuhnens waren nach der Reformation mehrheitlich evangelisch. Im Jahre 1621 wurde der Ort Kirchdorf mit einem 39 Ortschaften zählenden weitflächigen Kirchspiel. Die Kirchengemeinde, die 1925 insgesamt 4.417 Gemeindeglieder zählte, gehörte bis 1945 zum Kirchenkreis Pillkallen (Schloßberg) innerhalb der Kirchenprovinz Ostpreußen der Kirche der Altpreußischen Union.